# Суанов, Станислав Николаевич
Станислав Николаевич Суанов (род. 1 января 1949 года, Большевик) — советский и российский военачальник. Заместитель министра РФ по делам гражданской обороны, чрезвычайным ситуациям и ликвидации последствий стихийных бедствий (март 2000 г. — ноябрь 2001 г.), генерал-полковник (2001)

## Биография
Родился 1 января 1949 года на хуторе Большевик Курского района Ставропольского края РСФСР в семье фронтовика, учителя истории, директора средней школы.
В 1967 году окончил Орджоникидзевское суворовское военное училище, окончил Военную академию имени Фрунзе и Военную академию Генерального штаба.

### Военная служба
В Советской Армии с 1967 года.
С 1967 года по 1971 год — курсант Орджоникидзевское высшее общевойсковое командное училище в Орджоникидзе (Владикавказ)
По выпуску направлен в Киевское высшее общевойсковое командное дважды Краснознамённое училище имени М. В. Фрунзе (КВОКУ) командиром курсантского взвода,
Летом 1976 года стал слушателем Военной академии имени М. В. Фрунзе.
В 1981—1983 годах командовал лучшим в Вооружённых силах 69-м мотострелковым Проскуровским Краснознамённым орденов Суворова и Кутузова полком. В 1981 году полку вручен вымпел Министра Обороны СССР «За мужество и воинскую доблесть, проявленные на учениях. 1981 г.».

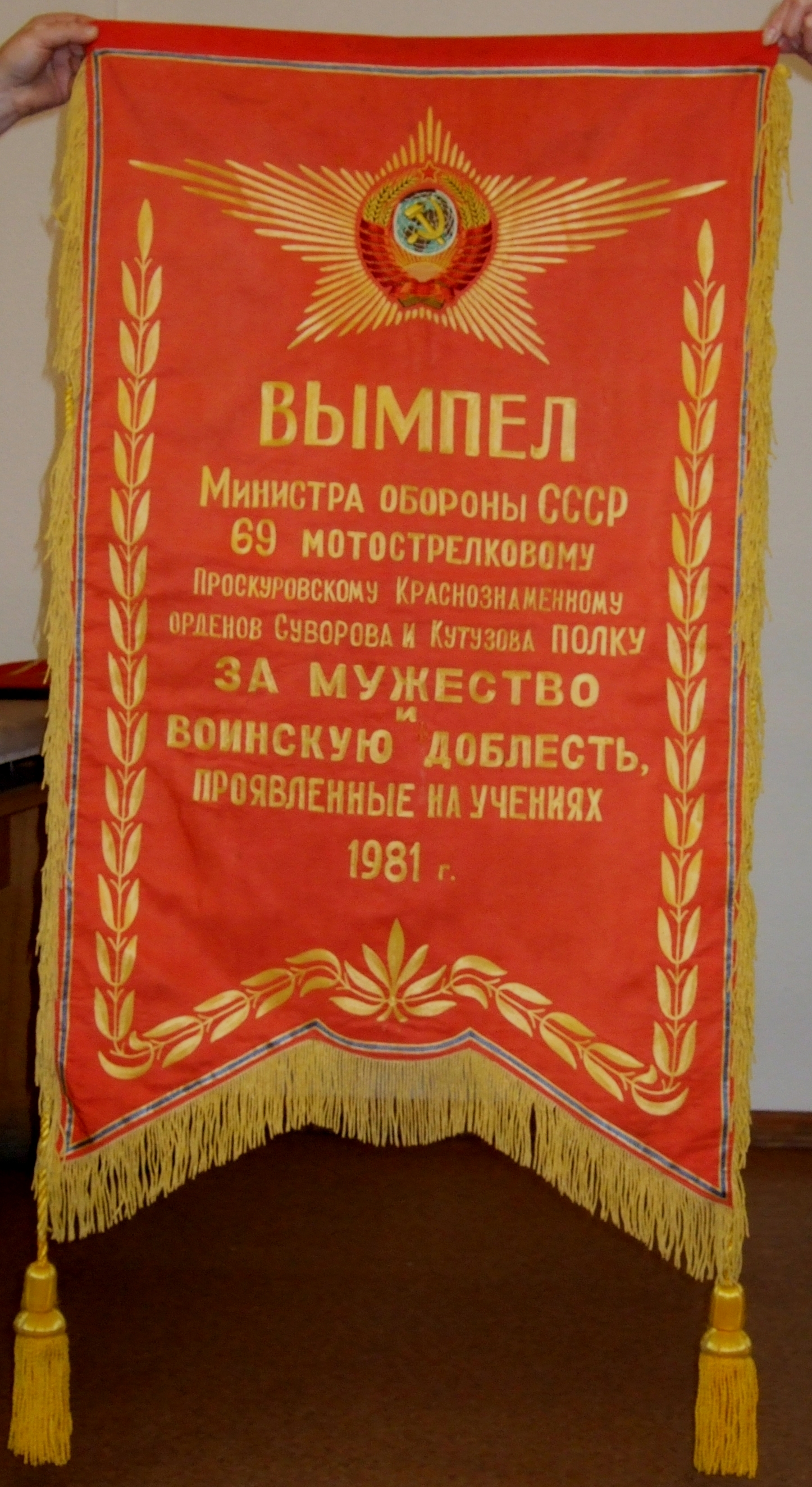
Вымпел Министра Обороны СССР

В марте 1985 года Станиславу Николаевичу Суанову досрочно было присвоено воинское звание «полковник» и он был назначен командиром 17-й гвардейской танковой дивизии в городе Кривой Рог (Днепропетровская область Украинской ССР). За два года под командованием Суанова дивизия стала лучшей в округе была удостоена переходящего Красного Знамени Военного совета КВО. Избирался депутатом Криворожского горсовета народных депутатов в 1985 году, членом горкома Компартии Украины.
В 1989 году окончил академию Генштаба и назначен первым заместителем командующего 7-й гвардейской армией в город Ереван. С 1990 года — начальник штаба и первый заместитель командующего этой армией.
В сентябре 1990 года по личной просьбе переведен на должность начальника Владикавказского высшего общевойскового дважды Краснознаменного командного училища имени А. И. Еременко.
В марте 1992 года избирается депутатом Верховного Совета Северной Осетии и становится членом созданного тогда Комитета самообороны республики. Ему поручается подготовка сил самообороны к оказанию помощи защитникам Республики Южная Осетия.
В июне 1992 года на чрезвычайной сессии Верховного Совета Северной Осетии он избирается заместителем председателя Совета безопасности республики. По итогам Дагомысских соглашений генералу Суанову поручается сформировать осетинский контингент Смешанных сил по поодержанию мира (ССПМ) и ввести их в зону конфликта в Южной Осетии. К 14 июля 1992 года из числа добровольцев под руководством генерала Суанова был сформирован полк для выполнения задач совместно с российским и грузинским миротворческими контингентами.
В октябре-ноябре 1992 года руководил силами самообороны республики (народным ополчением и республиканской гвардией) во время осетино-ингушского конфликта.
1992—1994 — заместитель председателя Верховного Совета Республики Северная Осетия — Алания;
В январе 1995 года по личному рапорту уволился в запас из рядов Вооруженных Сил Российской Федерации, с правом ношения военной формы одежды.

### Служба в МЧС
В феврале 1996 года восстановлен на действительной военной службе и работал в должности первого заместителя начальника департамента войск и сил МЧС России.
Указом Президента Российской Федерации № 486 от 16 мая 1997 года назначен начальником департамента войск гражданской обороны и спасательных формирований Министерства по чрезвычайным ситуациям.
В 1999 году решением глав правительств стран СНГ Станислав Суанов был назначен руководителем международного корпуса Сил СНГ по ликвидации чрезвычайных ситуаций.
Указом Президента Российской Федерации Бориса Ельцина от 22 декабря 1997 года № 1361 присвоено звание генерал-лейтенанта
1997—2000 — начальник Департамента подготовки войск гражданской обороны и других формирований МЧС;
Указом Президента РФ от 18 февраля 2000 года генерал-лейтенант Суанов назначается заместителем министра МЧС России.
В канун Дня защитника Отечества 23 февраля 2001 года Указом Президента Российской Федерации В. В. Путина присвоено звание генерал-полковника.
В 2002 году уволен с военной службы по состоянию здоровья.
В июле 2007 года за большой личный вклад в дело обеспечения мира и безопасности в Южной Осетии и в связи с 15-летием ввода ССПМ в зону грузино-осетинского конфликта Станислав Суанов был удостоен государственной награды Республики Южная Осетия — Ордена Дружбы.
Живёт в Москве.

## Награды
- Орден Мужества
- Орден Красной Звезды
- Орден «За службу Родине в Вооруженных Силах СССР» III степени (1975)
- Медаль «300 лет Российскому флоту»
- Медаль «В память 850-летия Москвы»
- Медаль «50 лет Вооружённых Сил СССР»
- Медаль «60 лет Вооружённых Сил СССР»
- Медаль «70 лет Вооружённых Сил СССР»
- Медаль «За укрепление боевого содружества»
- Медаль «За воинскую доблесть» I степени
- Медаль «За воинскую доблесть» II степени
- Медаль «За безупречную службу» I степени
- Медаль «За безупречную службу» II степени
- Медаль «За безупречную службу» III степени
- Именной пистолет Макарова